# 陪你到世界之巅
《陪你到世界之巅》（英語：Gank Your Heart），2019年中国偶像剧。本剧改编自中文寫作者「南野琳儿」的小说《电竞恋人》，由王一博、王子璇领衔主演，2018年9月1日演员提前进组，9月21日在浙江省杭州市開機，2019年1月23日杀青，芒2019年6月10日在芒果TV首播。

## 播出时间
| 频道                                | 所在地 | 播出日期       | 备注                         |
| ----------------------------------- | ------ | -------------- | ---------------------------- |
| 芒果TV                              | 中国   | 2019年6月10日  |                              |
|                                     |        | 2020年3月26日  | 每周四周五每天两集连播       |
| TrueVisions                         | 泰國   | 2020年10月15日 |                              |
| 楽天TV:Rakuten TV                   | 日本   | 2021年2月5日   | 网络平台，每周五12:00更新4集 |
| アジアドラマチックTV AsiaDramaticTV | 日本   | 2021年2月6日   |                              |
| myTV SUPER 劇more-mall              | 香港   | 2021年         |                              |

## 簡介
講述了一個天賦異稟的「電競極客」與傲嬌矜貴的「直播花旦」的愛情故事，作為戰隊隊長的季向空(王一博飾)，帶領隊伍從背負惡名到擁躉無數互相陪伴攜手闖關，最終摘得職業電競最高榮譽走向世界之巔。

## 演员列表

### 主要演員
| 演員   | 角色   | 介紹 |
| 王一博 | 季向空 | 邱櫻的男友 傅彌雅的初戀情人兼前男友 傳奇戰隊的前代理隊長 VNG戰隊的前隊長 鳳凰戰隊的隊長 人稱「戰場欺詐師」、「手殘」 傳奇戰隊指揮，在隊長顧放退役後變成代理隊長，立下軍令狀若內測賽冠軍就升為正式隊長，但因得小人陷害而離開傳奇。後變成VNG的隊長，因被陷害戰術洩露，被迫跟VNG解約。後與邱櫻組一支鳳凰戰隊，最後打進世界冠軍，也收穫美好的愛情。 外表英俊帥氣，異性人緣極好，深受女粉絲喜愛。他“花心”的外表下，是一顆對感情專一的心。總是犧牲自己，成就隊員的擊殺，自己的事總是懶得解釋，能不解釋就不解釋，因此他也常常被人誤會。 本与邱樱为欢喜冤家后喜欢上邱樱 |
| 王子璇 | 邱樱   | 季向空的女友 陸依依的好閨蜜 夏凌的繼姐 洛天的徒弟 前游星旗下的直播花旦。 前鳳凰戰隊領隊 電競解說主播 性格單純、堅毅，倔強從不服輸，一旦決定的事，就不會反悔。 起初被質疑專業能力，被貼上花瓶的標籤，一步步靠自己努力。為了能時常在夢旅人看第一解說洛天的解說覆盤，從一個電競菜鳥，打到符合夢旅人員工標準的區排一。不惜被誤會、仍積極錄製解說覆盤，只為了成為洛天的徒弟、學到更多。被小人陷害戰術洩漏，而被暫停所有解說活動，後在洛天的幫助下順利洗清罪名重返解說界，登上世界之巔成為第一電競職業女解說。 喜欢季向空                                             |

### 鳳凰戰隊
浴火不滅，涅槃重生
| 演員   | 角色   | 介紹 |
| 严禹豪 | 裴熙   | VNG的前隊長 傳奇戰隊的前隊長 夢旅人的員工，Summer的表弟 鳳凰戰隊一員 人稱「第一中單」拿手英雄「造物者」 欣賞季向空。在VNG時一直以四保一戰術贏得比賽，常被季向空說巔峰不是一個人的比賽，但裴熙始終無法與隊友合作，直到季向空讓他成為鳳凰戰隊的陪練員，裴熙慢慢的改變，他也終於有了一群真心相待的兄弟、隊友，一起打到了世界之巔，獲得了冠軍。 |
| 丁冠森 | 林逸轩 | 陸依依的男友 傳奇戰隊的前隊員 鳳凰戰隊一員 人稱「第一輔助」 個性仗義，遇到認為不對的事衝動，知恩圖報，認為季向空是他永遠的老大。曾是外賣小哥，被季向空發掘帶到傳奇戰隊。在季向空離開傳奇後，一直抵抗隊長裴熙。為了跟季向空一起打進世界冠軍，季向空賣了摩托車付跟傳奇的解約金，後加入鳳凰。                                                  |
| 程启蒙 | 孙泽毅 | 舒雯的男友 王者之家網吧的老闆 開拓者元老 鳳凰戰隊一員 大家都叫他「一哥」 在開拓者打進世界冠軍的時候，因為李敢喜歡舒雯，決定用30萬把孫澤毅從舒雯身邊趕走，因此孫澤毅不告而別。經營王者之家，一直鼓勵向空，是促使向空創立鳳凰的人，在大家的鼓勵下，決定再拼一次，加入鳳凰。後拿到世界冠軍，也與舒雯解釋清楚，重新開始。                       |
| 焉栩嘉 | 夏凌   | 邱櫻的繼弟 國服天才四零九 鳳凰戰隊一員 喜歡打籃球。很在意姐姐，後因幫其拉票而出車禍，腿受傷曾因為不能打籃球一度迷惘，不願意加入鳳凰，裴熙和他分享自己的過去，靠大家幫助獲得自信。因為是全隊年紀最輕的選手，再一次的戰術調整中被罵，心靈受創，靠著裴熙及大家的開導，在電競中找回自我。登上世界之巔，拿到世界冠軍。                           |

### 開拓者戰隊
不懼風雨，劍指王者
| 演員   | 角色   | 介紹 |
| 王姿允 | 舒雯   | 孫澤毅的女友 VNG前教練 鳳凰戰隊領隊兼教練 開拓者拿到世界冠軍解散後，與李敢創立VNG，想組一支完美的戰隊，但後與其理念不合，離開VNG，對孫澤毅念念不忘，後與他解釋清楚重新在一起，並擔任鳳凰戰隊的領隊，帶著夢想再次拿到世界冠軍。 |
| 胡耘豪 | 洛天   | 喜歡邱櫻 知名電競解說主播 熱愛職業比賽，曾是开拓者战队的一员，在拿到世界冠军后，成为知名电竞解说员。工作認真、為人正直，但卻是不會照顧自己的人、常胃痛。 在看到邱櫻對競技職業的熱愛及為之付出的努力後，成為幫助邱櫻成為職業解說的良師，幫助邱櫻成為解說界第一個上世界之巔的解說員。在過程中，漸漸喜歡上邱櫻，曾為了邱櫻罵季向空。 |
| 高泰宇 | 顾放   | 開拓者解散後為傳奇戰隊前隊長。 聰明睿智，慧眼如炬，一手發掘了季向空。後因腱鞘炎變重退役，把世界冠軍戒指項鍊交付季向空，並期許他替自己再次打到世界冠軍。 |
| 张晓谦 | Summer | 裴熙表哥，夢旅人網吧的老闆。 |
| 柴浩伟 | 李敢   | 喜歡舒雯 原為開拓者的替補隊員，總決賽前因三十萬代替孫澤毅成為開拓者奪得冠軍時的成員。 後與舒雯創立VNG，但因理念不合，剩下李敢一人經營 |

### 傳奇戰隊
傳奇使命，永不言棄
| 演員   | 角色 | 介紹                                                                                        |
| 曾一竣 | 霍垚 | 曾被趙楊從中作梗，威脅他若不輸掉比賽就停止合約。 在季向空、裴熙、林逸軒離開傳奇後擔任隊長。 |
| 余沛杉 | 李楠 | 顧放退役後而替補的隊員。                                                                    |

### 威騰戰隊（VNG戰隊）
生而無畏，一往無前
| 演員   | 角色 | 介紹 |
| 葛兆恩 | 祁越 | 喬馨的男友 VNG的元老成員 和搭檔沈玥在遊戲中有「雙月組合」之封號 因為裴熙的存在，自認為自己的才華被掩蓋了，心中十分不服。裴熙轉會後，自以為自己能擔任隊長，沒想到舒雯執意任用季向空擔任隊長，為了成為隊長，以戰術洩露陷害季向空，後來被發現，禁賽一年。 |
| 關澤強 | 沈玥 | 為牆頭草，一直跟著祁越身邊，總是幫祁越說話。 |
| 馬鑫   | 童梧 | 個性膽小怕事，一直被祁越欺負。後被季向空發掘優點，揭發祁越錄音陷害季向空一事。後與盧盛加入傳奇。 |
| 劉哲琿 | 盧盛 | 個性孤僻，看似隨和，實際上為求穩就好，失去鬥志。被季向空知其曾熱愛籃球，後被激發鬥志。後與童梧加入傳奇 |

### 其他演員
| 演員   | 角色   | 介紹 |
| 吕小雨 | 陆依依 | 邱櫻的閨蜜 林逸軒的女友 原本也是游星旗下的員工，因不滿上司用摳過腳的手摸她的稿子而離開，後轉為動感雜誌社的一名跑現場的記者。總是安慰邱櫻，並在邱櫻把房子賣了以後借邱櫻住。                                                                    |
| 黃馨瑤 | 喬馨   | 祁越的女友 為人有心機，視邱櫻為眼中釘。為達目的不擇手段，屢次構陷邱櫻。驕傲跋扈，嫉妒心強。仗著自己是遊星一姐，對其他女主播打壓殆盡。遊走在多個男人之間，攫取對自己有利的資源，後來知錯，並下定决心要靠自己的努力，一步一个脚印的成为解说员。 |
| 郭子瑜 | 趙楊   | 原為傳奇公司的經理，喜歡美女，因討厭季向空，故與喬馨聯手，用假影片陷害季向空，最後被裴熙查IP發現影片為趙楊教唆王彬發布的，兩人皆被趕出公司。                                                                                                  |
| 張樟   | 妍燕   | 因有經濟壓力，被喬馨知道，介紹報酬頗高的內衣廣告，實際為趙楊與喬馨的布局，讓王彬去拍攝妍燕換衣服的畫面，再用此威脅必須想辦法用邱櫻電腦發布假影片。                                                                                            |
| 張一鐸 | 王彬   | 趙楊身邊的忠心下屬。 |
| 卢洋洋 | 傅彌雅 | 季向空初戀情人兼前女友 知名女歌手，常年至國外發展，以「天空之外」作為回國發展的主題曲，亦是送給初戀情人季向空的歌曲。曾以眼睛失明把季向空綁在身邊，後了解彼此錯過太多時間而放手離開。                                                         |
| 劉鈞   | 邱建華 | 邱櫻父親 從小疼愛邱櫻，因再娶鄰居夏氏而導致父女關係疏離，但依然默默關心邱櫻，後也在慢慢理解電競之下，與邱櫻和好。 |
| 张棪琰 | 夏淑敏 | 夏凌母親，邱櫻繼母 一直很討厭邱櫻，在邱櫻幫助夏凌拾回信心後，了解電競並非不務正業，漸漸與邱櫻修好他們之間的關係。 |

## 電視劇歌曲
| 曲序 | 曲目                  |                                  | 作曲             | 编曲                   | 演唱           |
| ---- | --------------------- | -------------------------------- | ---------------- | ---------------------- | -------------- |
| 1.   | 〈最燃的冒險〉        | 朱金泰、賴偉鋒、蕭彬、梅真、林喬 | Jay Hong、Tae Mu | Jay Hong               | 王一博         |
| 2.   | 〈天空之外〉          | 梅真                             | 金若晨           | 金若晨                 | 弦子           |
| 3.   | 〈如果說〉            | 徐雲霄                           | 徐雲霄           | 歐陽箐宇               | 徐雲霄、楊安童 |
| 4.   | 〈如果說〉Bonus Track | 徐雲霄                           | 徐雲霄           | 歐陽箐宇               | 徐雲霄、何小河 |
| 5.   | 〈瞬間愛戀〉          | 印子月                           | 印子月           | 金若晨                 | 印子月         |
| 6.   | 〈Yes or No〉         | 印子月                           | 楊雲翔           | 楊雲翔、朱金泰         | 印子月         |
| 7.   | 〈目光之吻〉          | 梅真                             | 文穎秋           | 王東宇、林逸航、朱金泰 | 丁冠森         |
| 8.   | 〈不如〉              | 徐雲霄                           | 徐雲霄           | 金若晨                 | 徐雲霄         |
| 9.   | 〈安心〉              | 印子月、朱金泰                   | 印子月           | 吳煩、朱金泰           | 印子月         |

## 獎項
| 年份   | 颁奖典礼                                     | 奖项                       | 結果 |
| ------ | -------------------------------------------- | -------------------------- | ---- |
| 2019年 | 2019中国(深圳)国际电视剧节目交易会           | 年度优秀表彰剧目           | 獲獎 |
| 2019年 | 2019第二届Sir电影文娱大会                    | 年度创新题材奖             | 獲獎 |
| 2019年 | 2019第四届金骨朵网络影视盛典                 | 年度十大精品剧集           | 獲獎 |
| 2019年 | 2019年度微博电视剧大赏                       | 2019微博十大人气剧集       | 獲獎 |
| 2020年 | 传媒内参、《电视指南》杂志第三届“指尖剧集榜” | 2019年度最具影响力网络作品 | 獲獎 |
| 2020年 | 第30届中国电视金鹰奖                         | 优秀网络剧                 | 提名 |
| 2020年 | 第30届中国电视金鹰奖                         | 最佳音乐（原创主题歌曲）   | 提名 |
| 2020年 | 第30届中国电视金鹰奖                         | 观众喜爱的男演员 王一博    | 獲獎 |